# Virginie Jouve
Virginie Jouve (* 30. August 1983 in Saint-Étienne) ist eine ehemalige französische Triathletin.

## Werdegang
Virginie Jouve startete als 10-Jährige bei ihrem ersten Triathlon und als 17-Jährige wurde sie Profi-Athletin.
2004 und 2005 wurde sie französische Triathlon-Meisterin und in Madeira wurde Virginie Jouve im Mai 2004 Dritte bei der U23-Triathlon-Weltmeisterschaft.
Im Juli 2006 wurde sie Vizeeuropameisterin Triathlon U23. Im Januar 2009 erklärte die damals 25-Jährige ihre aktive Zeit für beendet.
Von 2009 bis 2012 war sie für den französischen Triathlon-Verband Fédération Française de Triathlon tätig. Seit 2012 leitete sie in Paris das «Ministère de la ville, de la jeunesse et des sports» (Ministerium für Stadt, Jugend und Sport) für die Verhinderung von Doping.

## Sportliche Erfolge
| Datum/Jahr    | Rang | Wettbewerb                              | Austragungsort       | Zeit     | Bemerkung                                                                  |
| ------------- | ---- | --------------------------------------- | -------------------- | -------- | -------------------------------------------------------------------------- |
| 13. Sep. 2008 | 15   | ITU Triathlon European Cup              | Wien                 | 02:02:10 | als beste Französin auf der olympischen Distanz beim Vienna City Triathlon |
| 3. Sep. 2006  | 20   | ITU Triathlon World Championships       | Lausanne             | 02:07:35 | als zweitbeste Französin hinter Jessica Harrison (Rang 14)                 |
| 8. Juli 2006  | 2    | ETU Triathlon European Championship U23 | Rijeka               | 02:06:23 | U23-Vizeeuropameisterin Triathlon, hinter Vanessa Fernandes                |
| 20. Aug. 2005 | 5    | ETU Triathlon European Championships    | Lausanne             | 02:10:28 |                                                                            |
| 2006          | 6    | FRA Triathlon National Championships    | Rennes               |          |                                                                            |
| 2005          | 1    | FRA Triathlon National Championships    | Charleville-Mézières |          | Nationale Meisterin auf der Kurzdistanz                                    |
| 9. Mai 2004   | 3    | ITU Triathlon World Championship U23    | Madeira              | 01:57:39 | U23-Triathlon-Weltmeisterschaft; hinter Annabel Luxford                    |
| 2004          | 1    | FRA Triathlon National Championships    | Charleville-Mézières |          |                                                                            |

(DNF – Did Not Finish)